# ادواردو زول
ادواردو زول (انگلیسی: Eduardo Xol; ۱۹ فوریهٔ ۱۹۶۶ – ۲۰ سپتامبر ۲۰۲۴) سلبریتی، طراح، سرگرم‌کننده، فعال اجتماعی و تاجر اهل ایالات متحده آمریکا بود.